# Dornava község
Dornava község (szlovén nyelven Občina Dornava) Szlovénia 212 alapfokú közigazgatási egységének, azaz községének egyike a Podravska statisztikai régióban. A község Ptujtól keletre fekszik, részben a Pesnica folyó mentén, részben a Slovenske gorice hegységben. Adminisztratív központja Dornava település. A község a történelmi szlovén Stájerország (Štajersko) régió része. 

## A községhez tartozó települések
A községhez Dornava székhelyen kívül a következő települések tartoznak:
- Bratislavci
- Brezovci
- Lasigovci
- Mezgovci ob Pesnici
- Polenci
- Polenšak
- Prerad
- Slomi
- Strejaci
- Strmec pri Polenšaku
- Žamenci

## Népesség
| Lakosok száma | 2942 | 2945 | 2953 | 2942 | 2916 | 2911 | 2894 | 2896 | 2894 | 2910 |
|               | 2008 | 2009 | 2011 | 2012 | 2013 | 2015 | 2016 | 2017 | 2019 | 2020 |